# Taiyuna moderata
Taiyuna moderata är en mångfotingart som beskrevs av Chamberlin 1941. Taiyuna moderata ingår i släktet Taiyuna och familjen storjordkrypare. Inga underarter finns listade i Catalogue of Life.